# Дичюс, Римантас Повилас
Римантас Повилас Дичюс (лит. Rimantas Povilas Dičius, род. 29 июня 1934, Каунас) — литовский архитектор, лауреат Государственной премии Литовской ССР (1976, 1985).

## Биография
В 1959 году окончил Каунасский политехнический институт. В 1959—1963 годах был архитектором Плунгеского района. В 1963—1969 годах работал в Вильнюсе в Центральном институте совнархоза, затем в Институте проектирования городского строительства (1964—1973) и в Институте проектирования коммунального хозяйства (1973—1989; главный архитектор, затем директор). В 1989—1992 годах был начальником отдела Художественного института Литовской ССР (с 1990 года Вильнюсская художественная академия).

## Проекты
Важнейшие проекты в Вильнюсе —

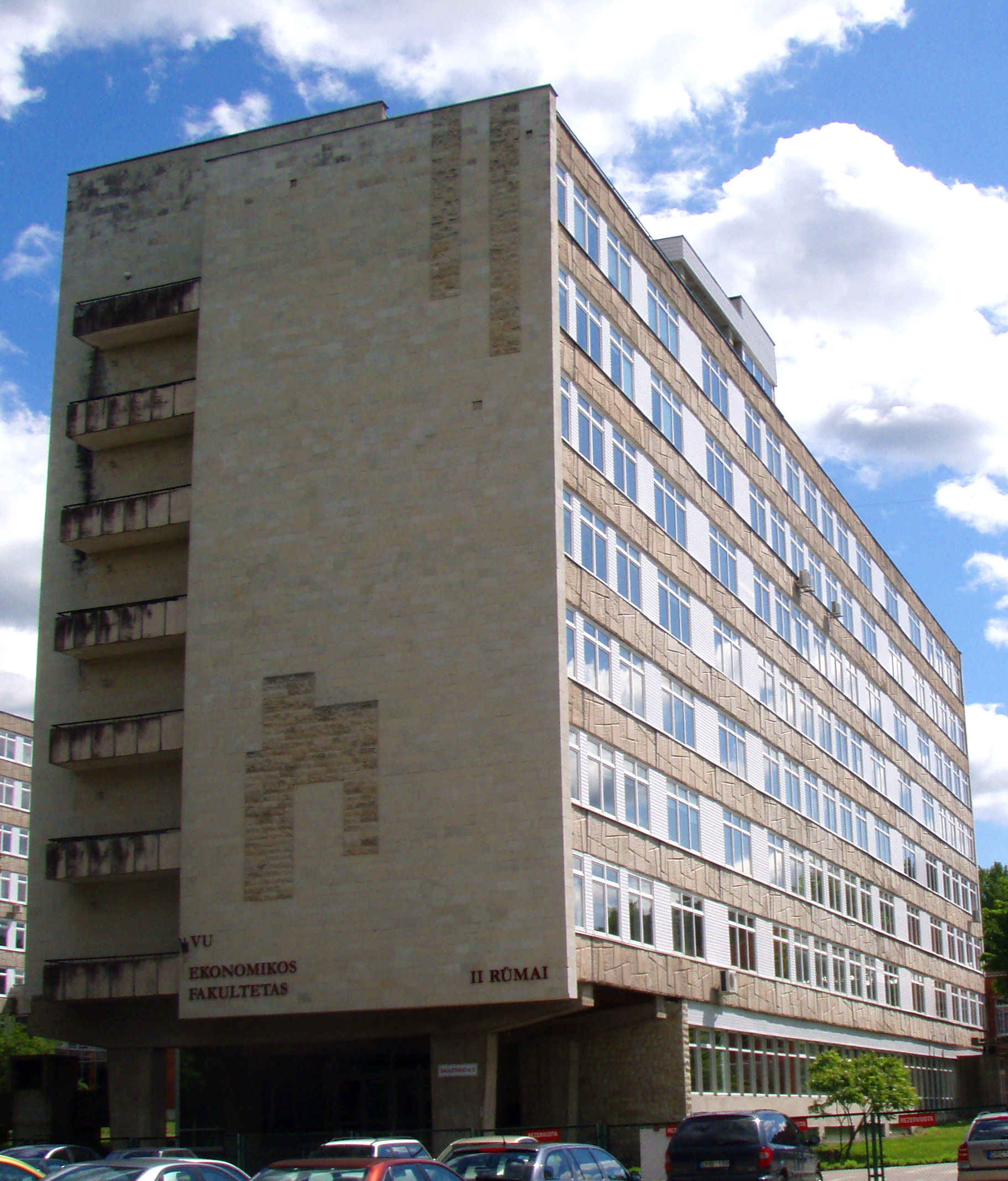
Факультета экономики Вильнюсского университета

- планировка студенческого городка Вильнюсского университета и Вильнюсского инженерно-строительного института на аллее Саулетякё (совместно с архитекторами Зигмасом Юозасом Даунорой и Юлюсом Юргялёнисом; 1966) и здания факультета экономики Вильнюсского университета (1970) и столовой (1974) в этом комплексе;
- многоквартирные жилые дома на улицах Огинскё и Жирго (1971—1972);
- здания административно-торгового назначения на улице Укмяргес (совместно с архитекторами Юлюсом Юргялёнисом и Т. Дичюсом, 2008);
- реконструкция и расширения Антокольского воинского кладбища (совместно с архитекторами Аудрюсом Гражисом и Игнасом Лаурушасом, 1984; Государственная премия Литовской ССР, 1985[1]).

Подготовил архитектурную часть ряда памятников скульптора Владаса Вильджюнаса — М. К. Чюрлёнису (Друскининкай, 1975; Государственная премия Литовской ССР, 1976), Лауринасу Гуцявичюсу (Вильнюс, совместно с архитектором Александрасом Стасисом Лукшасом, 1986), литовским ссыльным в Воркуте (1990), также архитектурную часть памятника поэту Пятрасу Вайчюнасу в Йонаве (1992). Автор ряда надгробных памятников.

## Награды и звания
- Государственная премия Литовской ССР (1976)
- Заслуженный архитектор Литовской ССР (1984)
- Государственная премия Литовской ССР (1985)